# Krananda extranotata
Krananda extranotata är en fjärilsart som beskrevs av Louis Beethoven Prout 1926. Krananda extranotata ingår i släktet Krananda och familjen mätare. Inga underarter finns listade i Catalogue of Life.